# 蚂蚁岛乡
蚂蚁岛乡是中华人民共和国浙江省舟山市普陀区一个已撤销的乡，2013年8月29日，舟山市人民政府批复同意撤销蚂蚁岛乡，将其所辖行政区域划归沈家门街道。
辖有4个岛屿。陆地面积2.84平方公里，总人口约4千人。

## 行政区划
蚂蚁岛乡辖有3个行政村，以及1个渔农村新型社区：
- 行政村：后岙村、新纪村、长沙塘村。2008年合并为蚂蚁岛村。
- 渔农村新型社区：蚂蚁岛社区（2005年由后岙村、新纪村、长沙塘村联建)。

## 经济
- 浙江东海岸船业有限公司